# Guaiacum unijugum
Guaiacum unijugum är en pockenholtsväxtart som beskrevs av T. S. Brandeg.. Guaiacum unijugum ingår i släktet Guaiacum och familjen pockenholtsväxter. Inga underarter finns listade i Catalogue of Life.